# Evelyn Finley
Evelyn Ruth Finley (* 11. März 1916 in Douglas, Arizona; † 7. April 1989 in Big Bear City, Kalifornien) war eine US-amerikanische Schauspielerin und Stuntfrau.
Finley war eine gute Reiterin und spielte in etwa zwanzig Filmen der 1940er Jahre die Heldin an der Seite von Western-Stars wie Tom Keene, Tex Ritter oder The Range Busters. Hauptsächlich arbeitete sie aber als Stuntdouble für viele weibliche Stars der damaligen Zeit. Unter dem Namen Eve Anderson spielte sie die Hauptrolle in einem der letzten Serials, Perils of the wilderness (1956). Nach dem Niedergang der B-Film-Produktion wechselte sie zum Fernsehen und brachte ihre Fähigkeiten in viele Serien ein. Auch dem Spielfilm blieb sie verbunden, zuletzt bei Silverado.
Von 1956 bis etwa 1960 war sie mit dem Kollegen Lee Roberts verheiratet, der eines Tages auf mysteriöse Weise verschwand.

## Filme (Auswahl)
- 1943: Jack London
- 1944: Fuzzy schreckt vor nichts zurück (Valley of vengeance)
- 1945: Fuzzy lebt gefährlich (Prairie rustlers)